# Felicita von Vestvali
Felicita von Vestvali (Stettin, avui Polònia, 23 de febrer de 1831-Varsòvia, Polònia, 3 d'abril de 1880) fou una cantant i actriu dramàtica alemanya. Als quinze anys trepitjà per primera vegada l'escena formant part de la companyia de Bröckelmann, i després de recórrer diverses ciutats del nord d'Alemanya, marxà vers París i d'allí a Itàlia, on feu seriosos estudis de cant a Florència i Nàpols, i amb el nom de Vestvali fou contractada per La Scala de Milà. Allà igual que a Londres i més encara el 1855 a Nova York, Filadèlfia i altres capitals nord-americanes, aconseguí gran acceptació. Més tard viatjà, amb una companyia d'òpera francesa, per Bèlgica i els Països Baixos, i el 1864 anà altra volta a Nova York, on desenvolupà rols tràgics d'home, com Romeu, Petruchio, Hamlet, etc.; de retorn a Europa, treballà de nou, des de 1867, a Londres i des de 1868 a Alemanya.